# NRK1
NRK1 е първи национален обществен телевизионен канал в Норвегия, част от държавната обществена телевизия NRK. На 12 януари 1954 г. в Норвегия се тества за първи път излъчването на телевизия, а от 13 април 1958 г. излъчването се тества редовно. На 20 август 1960 г. е открит първият телевизионен канал в Норвегия (наследник на който е NRK1), в присъствието на крал Олаф V.

## Логотипи
- Лого на NRK1 от 1 септември 1996 до 2 октомври 2000 г.
- Лого на NRK1 от 2 октомври 2000 до 11 октомври 2011 г.
- Лого на NRK1 от 11 октомври 2011 до 12 юни 2024 г.